# Pyractonema compressicornis
Pyractonema compressicornis là một loài bọ cánh cứng trong họ Đom đóm (Lampyridae). Loài này được Sol in Gay miêu tả khoa học năm 1849.